# ليلى (فلم 1927)
ليلى، فيلم مصري من إنتاج عام 1927، ويعتبر أول فيلم سينيمائي مصري طويل.

## قصة الفيلم
وسط صحراء قاحلة تنشأ «ليلى» في واحة هادئة تشرف عليها إطلال ممفيس القديمة، إنها قرية «رؤف بك» الذي يلتقى ب«ليلى» ويعجب بها فيحاول التودد إليها إلا أنها تتعلق بالشاب «أحمد» الذي سبق أن أنقذها من الوقوع في براثن «سالم» إذ حاول الاعتداء عليها. تتم خطبة «أحمد» ل«ليلى» وبعدها يتعرف «أحمد» على فتاة برازيلية سائحة تقيم في فندق قريب من القرية. تنجح الفتاة في إيقاع «أحمد» في غرامها وتأخذه من «ليلى» التي بدأ الجنين يتحرك في أحشائها؛ الأمر الذي يكتشفه أهل القرية فيطردونها. بينما تسير «ليلى» هائمة على وجهها تصدمها سيارة تكتشف أن سائقها هو «رؤوف» الذي يحملها بين يديه إلى منزله لتضع طفلهما وتنتهي حياتها.

## الممثلون
| - عزيزة أمير: ليلى - وداد عرفي:الشيخ أحمد - إستفان روستي:رءوف بك - آسيا داغر:مرب | - حسين فوزي:الكاباليرو دى فرناندس - أليس لازار:الفتاة البرازيلية - بمبة كشر:سلمى - أحمد ليل:الخادم | - أحمد الشريعي:الطبيب - ميري منصور:الممرضة - أحمد جلال سالم: |

## تغير اسم الفيلم
كان من المقرر إنتاج فيلم «ليلى» تحت اسم «نداء الله»، ونتيجة لوقف التصوير لعدم رضا المنتجة عزيزة أمير عما تم تصويره من مشاهد على يد وداد عرفي، ثم تم استكمال التصوير بعد فترة، وتغير اسمه إلى «ليلى».

## وصلات خارجية
- مقالات تستعمل روابط فنية بلا صلة مع ويكي بيانات
- صفحة الفيلم على موقع السينما